# Lei de Memória Democrática
A Lei de Memória Democrática (em castelhano Ley de Memória Democrática) foi promovida pelo segundo governo espanhol liderado por Pedro Sánchez para substituir a Lei de Memória Histórica de 2007 e que entrou em vigor em outubro de 2022. É relativa especificamente ao legado da Espanha Franquista e ao Pacto do esquecimento.

## Contexto histórico
Após a morte do ditador Francisco Franco em 1975, a Transição Espanhola para a democracia viu nascer o Pacto do esquecimento, com o qual se evita confrontar diretamente o legado do franquismo. Por causa deste Pacto, não existiram processos judiciais contra responsáveis por violações de direitos humanos, crimes contra a humanidade ou outros cometidos durante este período. Os memoriais públicos e celebrações franquistas permaneceram e o "Dia da Vitória" foi alterado para "Dia das Forças Armadas", que não sendo feriado é uma cerimónia castrense (tal como a "Páscoa Militar" em janeiro).
Em 2007, o governo do primeiro-ministro José Luis Rodríguez Zapatero aprovou a Lei de Memória Histórica, condenando formalmente as repressões do regime totalitário de Franco e recuperando certos direitos para as vítimas da ditadura e seus descendentes. No entanto, a lei colheu críticas tanto da esquerda, argumentando que "fica à superfície" como da direita, que indica estar-se a "usar a Guerra Civil como propaganda política".
A 18 de junho de 2018, o governo de Pedro Sánchez anunciou a intenção de exumar os restos mortais de Franco do Valle de los Caídos (agora renomeado Valle de Cuelgamuros), nos arredores de Madrid.  Em 24 de agosto de 2018, o gabinete de Sánchez aprovou um decreto que modifica dois aspetos da Lei de Memória Histórica de 2007 que permitiu esta exumação em 2019 e em 2023 também a de José António Primo de Rivera, fundador da Falange Espanhola.

## A lei
Em 2020, o governo de Sánchez anunciou a pretensão de introduzir uma nova lei para abordar o legado do franquismo – a Lei de Memória Democrática.  A 15 de setembro de 2020, o gabinete aprovou um projeto de lei a ser apresentado ao Congresso dos Deputados, tendo sido aprovada na câmara alta do parlamento a 5 de outubro de 2022 e entrando em vigor a 21 desse mês.
Esta inclui a garantia de que os alunos do ensino secundário e de formação profissional aprendam sobre a ditadura. Também declara nulas as dezenas de milhares de condenações por rebelião militar contra Franco de 1936 a 1938, mas proíbe os visados pelas condenações ilegítimas de processar o governo para obter alguma compensação.
Além disso, a lei responsabiliza o governo pela exumação e identificação dos corpos dos assassinados pelo regime fascista e enterrados em sepulturas não identificadas e valas comuns.  Cria um registo oficial de vítimas para conectar informações actualmente dispersas sobre as vítimas e incluiria a possibilidade de testes de ADN para ajudar a localizar familiares sobreviventes. Redefine o templo e monumento do Valle de Cuelgamuros (anteriormente conhecido por Vale dos Caídos) como um cemitério nacional para os falecidos em ambos os lados da guerra civil, sem que nenhum vestígio seja colocado em particular destaque.
A lei também pretende remover finalmente uma série de símbolos franquistas remanescentes do país, incluindo a possibilidade de emitir multas de 200 a 150.000 euros para aqueles que promovam símbolos fascistas ou tentem humilhar as vítimas do fascismo.  Também aboliu 33 títulos de nobreza concedidos pelo regime fascista  e tem a intenção de dissolver a Fundação Nacional Francisco Franco e outras similares.
Por fim, oferece a cidadania espanhola aos filhos de exilados espanhóis que fugiram do regime ditatorial de Franco, corrigindo a Lei de Memória Histórica de 2007 que os havia excluído.

## Implicações políticas
O secretário-geral do Gabinete do primeiro-ministro de Espanha, Félix Bolaños, argumentou que foi "a primeira lei a repudiar o golpe de 1936" e que "nenhuma força democrática deveria ter problemas em prestar homenagem às vítimas de uma ditadura". O partido de extrema direita Vox, no entanto, comprometeu-se a revogar a lei se ganhassem as eleições, tal como o então líder do Partido Popular, Pablo Casado, afirmando que tudo o que fez foi "desenterrar rancores". O seguinte líder do mesmo partido, Alberto Núñez Feijóo, manteve a promessa de revogação.